# Sagina afroalpina
Sagina afroalpina är en nejlikväxtart som beskrevs av Karl Olov Hedberg. Sagina afroalpina ingår i släktet smalnarvar, och familjen nejlikväxter. Inga underarter finns listade i Catalogue of Life.